# Punta Križa
Punta Križa je majhno ribiško naselje na otoku Cresu (Hrvaška), ki upravno spada pod mesto Mali Lošinj; le-ta pa spada pod Primorsko-goransko županijo.
Punta Križa leži na jugovzhodnem delu otoka. Naselje je z lokalno cesto povezano z Osorjem, od katerega je oddaljena okoli 11 km. Okolica je porasla z gozdom.
Izredno razčlenjena obala, ki leži nedaleč stran od naselja, se začne na severozahodnem delu pri zalivu Toverašćica in se nadaljuje vse do zaliva Kaldonta na jugovzhodu. Zalivi: Toverašćica, Vrč, Luka Pod Sv. Križem, Ul, Majiška, Kolorat, Meli, Baldarin, Luka Jadrašćica, Galobičica, Martinšćica in Kaldonta, ki se vrstijo en za Drugim, so ozki, plitvi in imajo peščeno dno. Pred njimi so plitvine in čeri. Glede na vetrove predstavljajo plovilom varna zaklonišča.
V zalivu Luka Jadrašćica leži zaselek Pogana, ki ima majhen pristan z valobranon in več manjšimi pomoli. V bližini zaselka na polotočku Baldarin je nudistični kamp »Baldarin«.

## Demografija
| Pregled števila prebivalcev po letih | Pregled števila prebivalcev po letih | Pregled števila prebivalcev po letih | Pregled števila prebivalcev po letih | Pregled števila prebivalcev po letih | Pregled števila prebivalcev po letih | Pregled števila prebivalcev po letih | Pregled števila prebivalcev po letih | Pregled števila prebivalcev po letih | Pregled števila prebivalcev po letih | Pregled števila prebivalcev po letih | Pregled števila prebivalcev po letih | Pregled števila prebivalcev po letih | Pregled števila prebivalcev po letih | Pregled števila prebivalcev po letih |
| ------------------------------------ | ------------------------------------ | ------------------------------------ | ------------------------------------ | ------------------------------------ | ------------------------------------ | ------------------------------------ | ------------------------------------ | ------------------------------------ | ------------------------------------ | ------------------------------------ | ------------------------------------ | ------------------------------------ | ------------------------------------ | ------------------------------------ |
| 1857                                 | 1869                                 | 1880                                 | 1890                                 | 1900                                 | 1910                                 | 1921                                 | 1931                                 | 1948                                 | 1953                                 | 1961                                 | 1971                                 | 1981                                 | 1991                                 | 2001                                 |
| 154                                  | 155                                  | 158                                  | 232                                  | 227                                  | 225                                  | 196                                  | 212                                  | 238                                  | 187                                  | 194                                  | 102                                  | 69                                   | 81                                   | 61                                   |